# Горно-промышленная компания Голгохар
Горно-промышленная компания «Голгохар» (перс. شرکت معدنی و صنعتی گل‌گهر‎) является иранской горнодобывающей компанией, основанной в 1991 году в Сирджане, провинция Керман.

## История
Горно-промышленная компания «Голгохар» была зарегистрирована в 1991 году в регистрационном управлении города Сирджан под номером 409, с уставным капиталом в 100 миллиардов иранских риалов. В 1993 году компания получила лицензию на осуществление деятельности. Добыча полезных ископаемых в первой зоне месторождения Голгохар началась в 1994 году. В 2003 году, по решению общего собрания акционеров, компания была преобразована из частного акционерного общества в публичное акционерное общество. В 2004 году акции компании были включены в листинг Тегеранской фондовой биржи под тикером «GOLG1».

## Продукция
Деятельность компании включает два основных направления. Первое направление — это добыча железной руды на месторождении Голгохар. Второе направление включает переработку первичной железной руды на различных предприятиях компании в продукцию с более высоким уровнем переработки, такую как окатыши, железо прямого восстановления, концентрат железной руды и полуфабрикаты для литейного производства.

## Санкции
В 2020 году Министерство финансов США ввело санкции против горно-промышленной компании «Голгохар» в рамках мер, направленных на ограничение металлургической отрасли Ирана.